# Дайто-рю Айкі-дзюдзюцу
Дайто-рю Айкі-дзюдзюцу (大 東流 合 気 柔 術) — це японське бойове мистецтво, яке вперше стало широко відомим на початку 20 століття під керівництво Такеда Сокаку. Дайто-рю створено на базі айкі-дзюцу, яке в свою чергу корінням сягає початку другого тисячоліття нашої ери.
Згідно з легендою, вихідне айкі-дзюцу було розроблено Шінра Сабуро Мінамото но Йосіміцу (新 羅 三郎 源 義 光, 1045—1127), нащадком Імператора Сейва у шостому поколінні. У той час сім'я Мінамото була одним із головних правлячих кланів Японії, і з неї вийшли багато відомих бійців і правителів. Хоча історія приписує створення айкі-дзюцу Йосіміцу, а деякі джерела — і його старшому братові Йосіії, мабуть, ця бойова система вже існувала раніше всередині клану, а брати її вдосконалили та систематизували. У старих документах говориться, що розвитку айки-дзюцу сприяло дослідження Йосиміці та його брата на трупах будови кісток і функціонування тіла людини.
Дайто-рю бере свою назву від особняка, в якому Йосіміцу проживав у дитинстві, що називався «Дайто» (大 東), в провінції Омі (сучасна префектура Шига).

## Такеда Сокаку
.

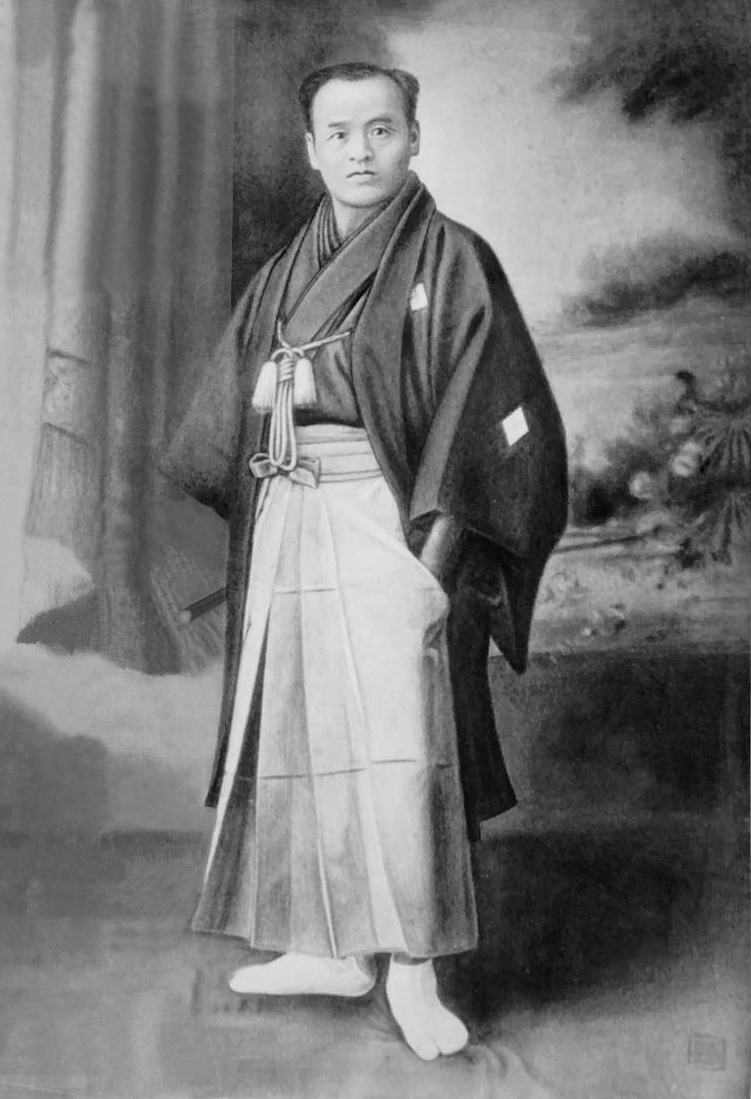
Такеда Сокаку

В юності Такеда Сокаку вивчав техніку володіння мечем школи Оно ха Ітто рю кендзюцу під керівництвом Томи Сібуі в Токіо та школи Дзікі сінкаге рю у Кентіки Сакакібара.
У 1886 році Такеда Сокаку отримав Менкьо Кайден Онно ха ітто рю кендзюцу (свідоцтво про закінчення школи). В червні помер його старший брат і родинні обов'язки змусили Такеда повернутись в рідну провінцію Айдзу. По поверненню, сенсей Такеда зустрівся з головою клану Айдзу — Тономо Сайго, який був учнем Саемона Такеди, та майстром меча Мідзогуті Ха Ітто-рю и Косю-рю Гунгаку. У Тономо Сайго Сокаку Такеда вивчав айкі дзю — дзюцу (осікі — учі), ярі — дзюцу (робота з списом) та інші бойові мистецтва зі зброєю. Він був кращим ученем Тономо Сайго і цим все сказано….
Навіть після падіння сьоґунату Токуґава і реставрації Мейдзі (1868), члени роду Такеда продовжували дотримуватися стародавніх традицій. Згодом, Сокаку відправився в тривалу подорож й обійшов всю Японію, навчаючись і вступаючи у двобої із найкращими майстрами будо, не упускаючи нагоди перевірити свої сили в сутичках з тими, хто кидав йому виклик. В цьому Такеда не відрізнявся від іншого відомого майстра стародавньої Японії — Міямото Мусасі.
Декілька років після реставрації Мейдзі, після відтиснення влади самураїв та переходу влади до імператора Японії, в країні панувало беззаконня й безладдя. Завдяки цьому у Сокаку Такеди була безліч можливостей перевірити свою майстерність на бандитах і грабіжниках, чимала кількість яких загинула від поранень після зустрічі з ним.
Сокаку провів два роки свого життя на Кюсю і Окінаві, шліфуючи свою техніку у двобоях з місцевими майстрами карате (оскільки в той час заняття карате були втаємниченими, більшість із цих двобоїв проводилося під виглядом вуличних бійок).
Час від часу він повертався до префектури Фукусіма для вивчення під керівництвом Таномо Сайго (1872—1923) секретних технік осіки-уці, які передавалися тільки у середовищі самураїв Айдзу. Таномо навчав цим прийомам і свого прийомного (за деякими джерелами, позашлюбного) сина Сіро Сайго, одного з засновників школи Кодокан. У результаті багаторічних тренувань, Такеда об'єднав основні елементи осіки-уці з техніками, узятими з його практичного досвіду в класичному будо й реальних сутичках, і сформував новий напрямок бойових мистецтв — Дайто-рю айкі-дзюдзюцу.
Хоча традиції школи стверджують, що вони сягають століть в японській історії, не існує відомих відомостей про це рю до Такеди. Незалежно від того, чи вважають Такеду як реставратора, так і засновника цього бойового мистецтва, відома історія Дайто-рю починається саме з нього.[1] Найвідомішим студентом Такеди був Моріхей Уесіба, засновник Айкідо.

## Витоки Дайто-рю
Упродовж кількох століть знання осікі — учі (арсенал пізнішого Дайто-рю айкі- дзюдзюцу) тайно передавались в родині Такеда з покоління в покоління, поки в кінці 19 -ого сторіччя родинне надбуття не дістав Такеда Сокаку, тридцять другий нащадок цього стилю бойових мистецтв. Він відкрив та назвав школу на японському острові Хокайдо та став першим з родини, хто навчив цьому не тільки представників японських династій, але й всіх охочих (винятки звісно були…). З 1910 по 1930 роки Сокаку проживав на Хоккайдо. Саме там, у 1915 році він познайомився із Моріхеєм Уесібою — майбутнім засновником Айкідо. На Хоккайдо Такеда одружився з на 30 років молодшою дівчиною. Вона народила семеро дітей і, крім того, виконувала роль заступниці наставника у новоствореній школі Дайто-рю. Дружина Такеди трагічно загинула під час пожежі 1930 року. Можливо, саме через її смерть Сокаку покинув Хоккайдо. Численні перемоги у вуличних бійках перетворили Такеду сенсея на популярного інструктора поліції. Він часто допомагав боротися з небезпечними розбійницькими бандами.

## Техніка бою
Це досить жорстке традиційне бойове мистецтво, де люди тренуються кидати супротивника, бити його та ламати йому руки. Техніки та викладання сильно залежать від школи та напрямку, але основа — це максимальна жорсткість та травматичність для суперника.
Дайто-Рю Айкі-дзюцу, як і Айкі-дзюцу, є комплексною бойовою системою, що включає наге-вадза (кидкові прийоми), осаэ-вадза (прийоми утримання), торае вадза (техніку захоплень), батто-дзюцу (вихоплювання меча з одночасним завданням удару — сучасне іайдо), ярі-дзюцу (мистецтво володіння списом), кендзюцу (мистецтво володіння мечем), бо-дзюцу (володіння жердиною, приблизно 180 см), дзьо-дзюцу (володіння палицею довжиною приблизно 127 см), нагін (Робота з алебардою). А також із деякими іншими видами зброї.
Айкі-дзюдзюцу можна розбити на три стилі: дзю-дзюцу (жорсткий); айки-но дзюцу (м'яке); і комбіноване айки-дзюдзюцу (жорстке / м'яке). Сучасне японське дзюдзюцу та айкідо виникло в айки-дзюдзюцу, що підкреслює «ранню нейтралізацію нападу». Як і інші форми дзю-дзюцу, воно використовує кишкову техніку та маніпуляції із суглобами для ефективного впливу або заподіяння шкоди супротивнику.
Бойові техніки школи Дайто-рю айкі-дзюдзюцу Сокаку Такеди включали в собі захоплення суглобів та больові прийоми на них (кансетсу ваза), кидки, захоплення тулуба та вплив на хребет, прийоми придушення, техніки ударів ступнями ніг, руками та колінями.
Багато уваги приділяється заломам, больовим і травмуючим прийомам, найчастіше на кисть чи ліктьовий суглоб. Удари руками жорсткі, але переважно потрібні, щоб увійти на дистанцію кидка чи захоплення. Удари ногами використовуються, як і за старих часів, щоб добити противника на землі.
Дайто-рю характеризується широким використанням atemi, або нанесення ударів по життєво важливих зонам тіла, для переходу до техніки блокування або травмування супротивника.
Однією з унікальних характеристик цього мистецтва є його техніки контролювання заблокованих суглобів нападника коліном, щоб вільні руки мали доступ до зброї або можна було б боролися з загрозою інших нападників.

## Класифікація технік
Техніка Дайто-рю включає елементи як дзюдзюцу, так і айкі-дзюдзюцу. Методи розбиті на конкретні списки технік і прийомів, які вивчаються послідовно; тобто студент не перейде до наступного «каталогу» технік, поки не засвоїть попередній. Після завершення кожного комплексу технік учень отримує сертифікат або сувій, в якому перелічені всі техніки цього рівня. Вони виступають як рівень розвитку в школі, і були загальноприйнятою системою серед класичних японських шкіл бойових мистецтв до ери поясів і ступенів.

## Вплив на інші бойові мистецтва
Значний інтерес до цього єдиноборства, що має багато спільного з багатьма менш популярними класичними японськими школами дзю-дзюцу, ймовірно, багато в чому завдячує успіху учня Такеда Сокаку Моріхеї Уесіба та заснованому ним мистецтву айкідо. Айкідо практикується на міжнародному рівні і має сотні тисяч прихильників. Багато з тих, хто цікавиться айкідо, ведуть початок цього мистецтва ще до Дайто-рю, що підвищило рівень інтересу до мистецтва, яке було практично невідоме кілька десятків років тому.
На додаток до айкідо існує ряд бойових мистецтв, які, як стверджують, походять від мистецтва Дайто-рю або вчень Такеда Сокаку. Серед них: корейське бойове мистецтво хапкідо заснована Чхве Ен Соль, який стверджує, що пройшов навчання під керівництвом Такеда Сокаку; Хакко-рю — засноване Окуямою Йосіхару, який навчався під керівництвом Такеда Сокаку; і Сьоріндзі Кемпо, заснований Накано Мічіомі (пізніше відомий як Со Дошин), який, як відомо, навчався в Окуями. Крім того, в штаті Вашингтон широко практикується Ічо-рю — відгалуження, призначене для оборони поліції. Багато прийомів Хакко-рю подібні до прийомів Дайто-рю.

## Організації з вивчення Дайто-рю
В даний час існує ряд організацій, які навчають Дайто-рю, кожна з яких веде свій початок від Такеда Сокаку через одного з п'яти своїх учнів. Ці п'ятеро учнів: Такеда Токімуне, родоначальник філії Токімуне; Такума Хіса (久 琢磨 Хіса Такума, 1895—1980), філії Хіса; Код Хорікава (堀 川 幸 道 Хорікава Кодо, 1894—1980), філії Хорікава; Юкійосі Сагава (Сагава Юкійосі, 1902—1998), філії Сагава та Сомкікічі Кобаясі (1901—1999), філії Кобаясі.

## Проблематика
Проблема, як це часто буває з такими стилями, в тому, що через травматичні прийоми, у нього немає і не може бути спарингів на повній швидкості. Про повноконтактні змагання можна зовсім не мріяти. І склалася ситуація, коли учні осягають мистецтво виключно на противнику, що не опирається. У результаті всі ці смертельні прийоми, що жорстоко травмують, не отримують належного напрацювання.